# Dactylopodella vervoorti
Dactylopodella vervoorti är en kräftdjursart som beskrevs av Gilbert Henry Hicks 1989. Dactylopodella vervoorti ingår i släktet Dactylopodella och familjen Pseudotachidiidae. Inga underarter finns listade i Catalogue of Life.